# Station Sion
Het station van Sion (Frans: Gare de Sion) is een spoorwegstation in het centrum van Sion in het kanton Wallis in Zwitserland. Het station werd geopend in 1860.

## Geschiedenis
In 1860 werd in Sion een eerste tijdelijk stationsgebouw uit hout opgetrokken. Vervolgens arriveerde op 5 mei 1860 voor het eerst en trein in het station, komende van Lausanne. Vanaf 4 juni 1860 reden er vier treinen per dag over het traject van Sion naar Le Bouveret, aan het Meer van Genève. Hiermee kreeg het kanton Wallis zijn eerste spoorlijnen.
Het definitieve stationsgebouw werd tussen 1872 en 1873 gebouwd door de Compagnie des chemins de fer de la Ligne d’Italie. Tussen 1957 en 1960 volgde een restauratie van het stationsgebouw. In 2012 maakten gemiddeld 9.000 reizigers per dag gebruik van het station van Sion.

## Treindiensten
| Serie | Treinsoort      | Route                                                                            | Bijzonderheden |
| ----- | --------------- | -------------------------------------------------------------------------------- | -------------- |
| IR 90 | Intercity (SBB) | Genève-Aéroport – Genève-Cornavin – Lausanne – Montreux – Martigny – Sion – Brig |                |

## Galerij

Station van Sion
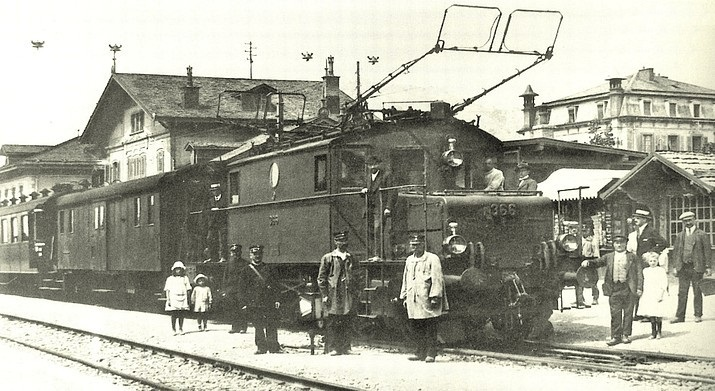
1919
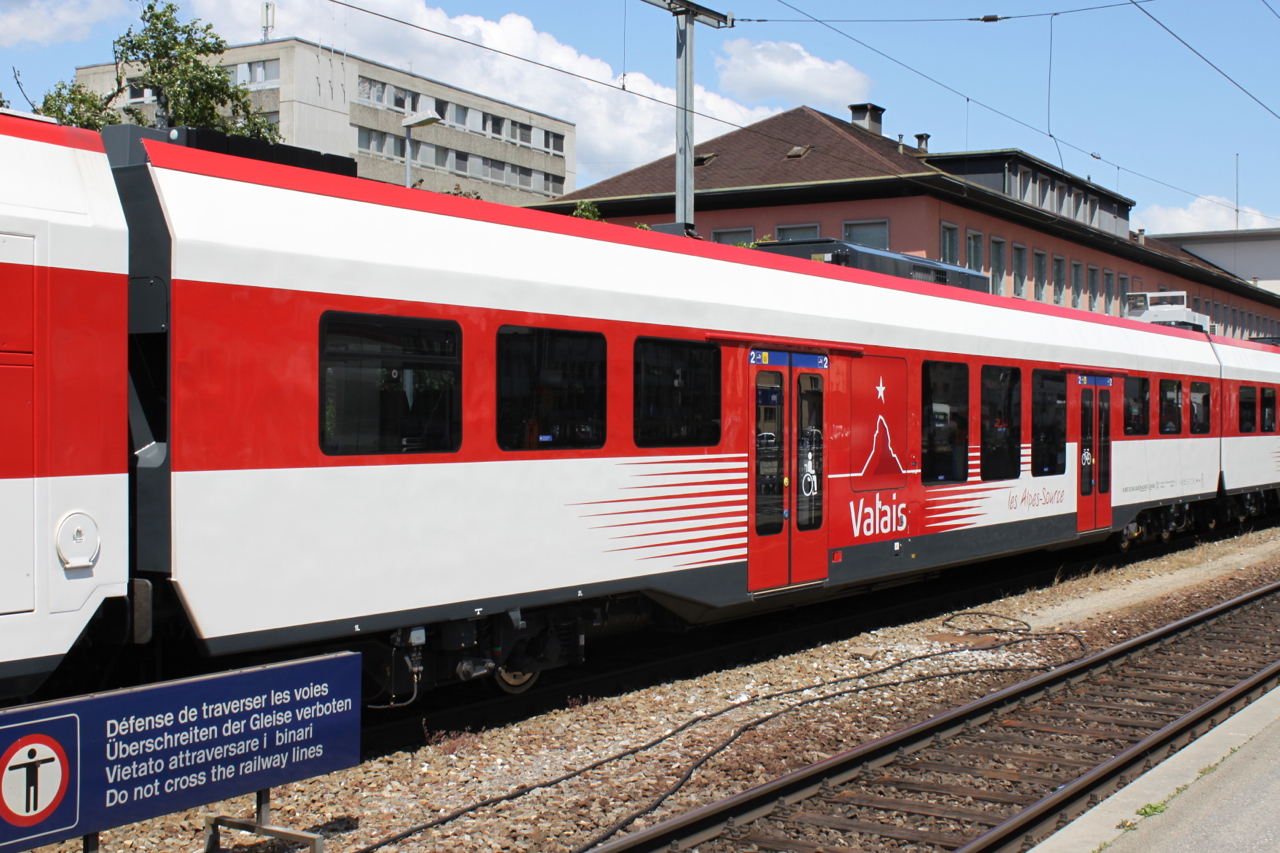
2009
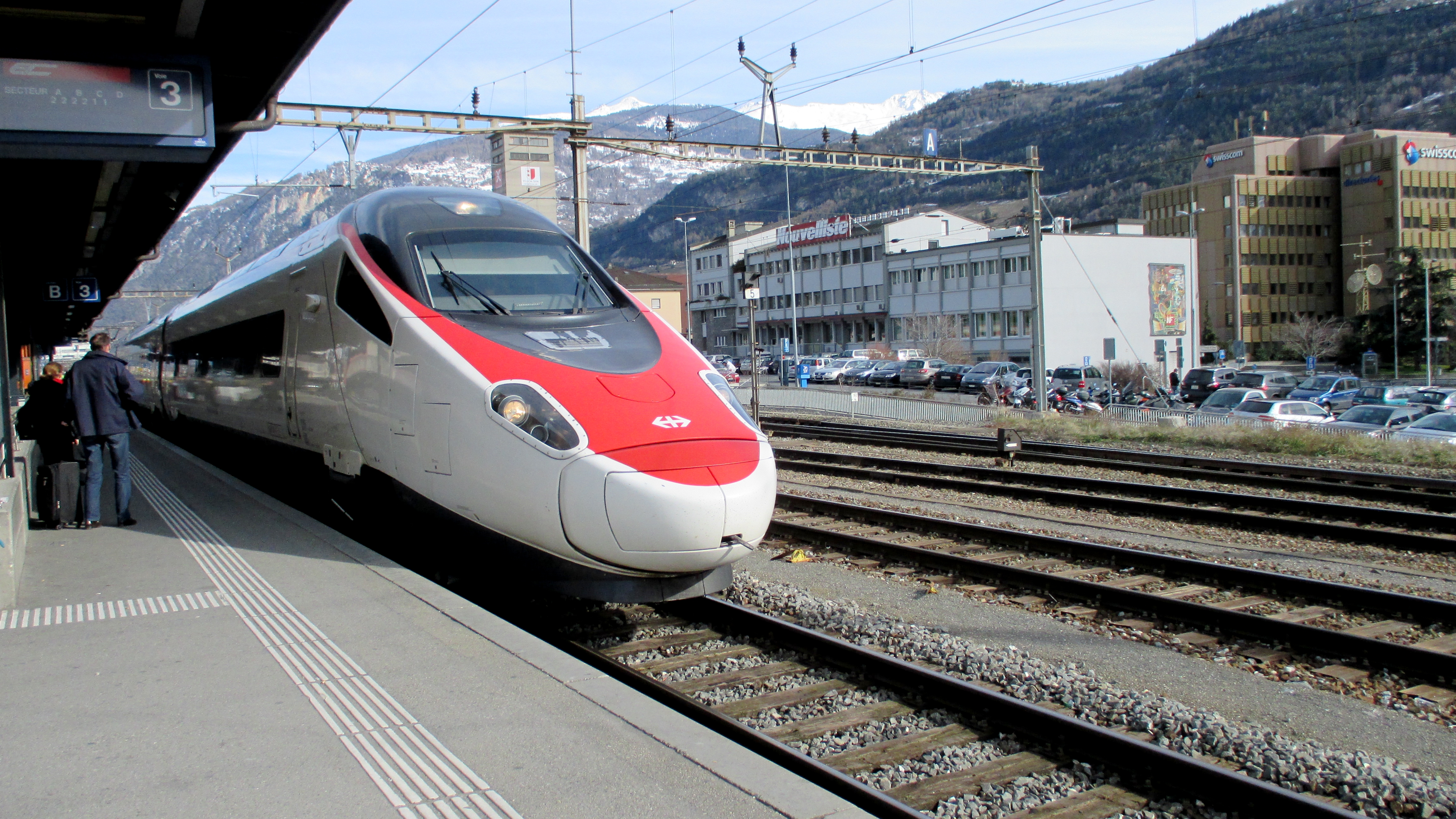
2014